# Outiz
Outiz era una freguesia portuguesa del municipio de Vila Nova de Famalicão, distrito de Braga.

## Historia
Perteneciente hasta bien entrado el siglo XIX al concelho de Barcelos, la freguesia fue suprimida el 28 de enero de 2013, en aplicación de una resolución de la Asamblea de la República portuguesa promulgada el 16 de enero de 2013 al unirse con las freguesias de Cavalões y Gondifelos, formando la nueva freguesia de Gondifelos, Cavalões e Outiz.